# Palpita fraterna
Palpita fraterna là một loài bướm đêm trong họ Crambidae.